# Rino Martinez
Gaspare Martinez, detto Rino (Palermo, 29 gennaio 1953), è un cantautore italiano.

## Biografia

### Musica
Martinez inizia a suonare la chitarra a quattordici anni con il complesso pop-melodico Il Teorema di Pitagora, con cui incide due 45 giri. Successivamente fa parte del gruppo dei Superobots, specializzato in sigle di cartoni animati; con loro incide nel febbraio 1981 il singolo Grand Prix e il campionissimo/Daltanious. Subito dopo Martinez diventa membro del Gruppo Aperto, che cura gli spazi musicali della trasmissione Domenica In.
Nell'estate del 1981 fa il suo esordio da solista con la canzone Caramella, con cui prende parte al Festivalbar di quell'anno. Nel marzo dell'anno successivo partecipa nella sezione "A" degli "Aspiranti" al Festival di Sanremo con la canzone Biancaneve, che non accede alla finale.
Dopo un ulteriore singolo, Masticando, pubblicato nel 1983, Martinez si allontana dal pop di facile ascolto per dedicarsi all'impegno sociale e al volontariato, attività che si riflettono anche nel suo percorso musicale. Nel 1988 ha scritto e cantato, duettando con i calciatori del Palermo, Fratello di strada, canzone dal messaggio anti-mafia e a favore dei ragazzi disagiati. In seguito ha nuovamente collaborato con il Palermo Calcio nel 1990, incidendo un nuovo duetto con la squadra in occasione dei mondiali di calcio, Palermo mondiale, e nel 2004, componendo un inno per la squadra, Palermo nel cuore, in occasione del ritorno in Serie A.
Nel 1996 ha pubblicato l'album Da qui al cielo, la cui title track è dedicata a Paolo Borsellino ed è stata scritta in coppia con la sorella, Rita Borsellino. Nel 2002 ha inciso in coppia con Jovanotti Ricordare Giovanni Falcone, prodotto dalla Fondazione Falcone, in occasione del decennale della scomparsa dello stesso.
Martinez come autore ha inoltre composto canzoni per Johnny Hallyday e per Isadora Juice.

### Impegno sociale
Martinez è il fondatore dell'Associazione Missionaria Interculturale "Ali per volare", è fondatore e promotore della "Giornata Mondiale Contro lo Sfruttamento Minorile" ed ha promosso svariate iniziative umanitarie come "Africa: missione possibile" (2006) e "Africa: Missione Cuore per la Vita" (2009).
Nel 2007 ha realizzato sul tema il documentario "L'Africa di Rino Martinez", trasmesso dal canale Sky Oasi Tv.
Martinez è inoltre messaggero di pace Unicef.

## Discografia

### Singoli

#### Con Il Teorema di Pitagora
- 1977|1978 - Un'estate insieme/Solo 16 anni (Asa Records)
- 1978 - Favola dolce/Suona piano forte (Fonotype Record)

#### Con i Superobots
- 1981 - Grand Prix e il campionissimo/Daltanious (RCA Original Cast, BB 6499)

#### Da solista
- 1981 - Caramella/Pane e miele (Dischi Ricordi, SRL 10938)
- 1982 - Biancaneve/Sicilia (Dischi Ricordi, SRL 10954)
- 1983 - Masticando/Buongiorno (Dig-It)
- 1990 - Palermo mondiale/Dammi una ragione (Drums, EDN 2234)
- 2002 - Ricordare Giovanni Falcone (Fondazione Giovanni e Francesca Falcone) (con Jovanotti)

### Album
- 1996 - Da qui al cielo (Acqua Alta - Anagrumba - dB Records)
- 1999 - Il limone della speranza (Caramella Artist)
- 2003 - Il mio viaggio (Caramella Artist)
- 2007 - L'urlo della pace (Caramella Artist)

### EP
- 1993 - Dateci la forza (Look Italia - Anagrumba)